# Arthur Lewin-Funcke
Arthur Wilhelm Otto Lewin-Funcke, ursprungligen Levin, född 9 november 1866 i Niedersedlitz (nu en del av Dresden), död 16 oktober 1937 i Berlin, var en tysk skulptör.
Lewin-Funcke var ursprungligen elfenbenssnidare och influerades av Stephan Sinding. Han grundade efter studieresor i Italien och Frankrike en konstskola för måleri och skulptur i Berlin. Bland Lewin-Funckes främsta arbeten märks Danserska (1903, Königliches Schloss, Berlin), Moder (1908, Metropolitan Museum of Art, New York) samt Gående blind.